# Codemasters
Codemasters (inizialmente Code Masters) è un'azienda britannica sviluppatrice e editrice di videogiochi. La società è una delle più antiche produttrici di videogiochi britanniche. Il CEO della società è Rod Cousens, precedente CEO Acclaim.
Tra le serie celebri dell'azienda ci sono F1, LMA Manager, TOCA Touring Car, Colin McRae Rally, Operation Flashpoint, Dizzy, Brian Lara Cricket.

## Storia
La società venne fondata nel 1986 da Jim Darling e dai suoi figli David e Richard. Nel 1982 la famiglia aveva già avviato l'azienda di videogiochi Galactic Software (con sede a Ilminster), che nel luglio 1984 venne acquisita dalla Mastertronic, poi nel 1986 i Darling si misero in proprio di nuovo per fondare la Code Masters.
Inizialmente era molto attiva nel produrre videogiochi a basso costo per gli home computer del periodo (ZX Spectrum, Amstrad CPC, Commodore 64, Amiga, Atari ST). Intorno al 1990 aveva sede in una fattoria riconvertita nei pressi di Leamington Spa. In seguito sviluppò titoli per PC e console.
Dal 1990 ha progettato il Game Genie, la più nota linea di sistemi di cheating per le console NES, SNES, Game Boy, Game Gear e Sega Megadrive, questi ultimi due con la licenza ufficiale di Sega.
Nel 2005 la società è stata definita dalla rivista per sviluppatori Develop come il miglior sviluppatore indipendente di videogiochi.
Il 29 aprile 2008 la società ha annunciato l'acquisizione dello studio Sega Racing Studio. Lo studio, con il nome Racing Studio, ha sviluppato i giochi della serie Colin McRae Rally e Race Driver.
Nel maggio 2008 la Codemasters ha acquisito i diritti della Formula 1, massimo campionato motoristico mondiale, potendo così sviluppare i giochi legati a essa su più piattaforme dopo anni di monopolio Sony. Dopo aver prodotto il videogioco ufficiale sulla stagione 2009 per Wii e PSP, nelle stagioni successive lo ha sviluppato per PS3, PS4, PS5, Xbox 360, Xbox One e PC (tra i vari titoli F1 2010, F1 2011, F1 2012, lo spin off F1 Race Stars e F1 2013), commercializzato in due versioni: Standard Edition, con le sole vetture degli anni ottanta e due circuiti storici, e Classic Edition, con le vetture storiche degli anni novanta e più tracciati storici.
Nel giugno del 2008 i due fondatori David Darling e suo fratello Richard sono stati insigniti dell'Order of the British Empire per aver fondato e gestito la società rendendola un'importante società del settore dei videogiochi.
In occasione del lancio di DiRT Showdown (2012) viene inaugurata la nuova etichetta Codemasters Racing, che verrà adottata per la produzione dei futuri titoli di guida in sviluppo presso la casa britannica: lo sviluppatore quindi concentrerà il suo focus esclusivamente sull'ambito motoristico, abbandonando ogni altro genere; essa però sarà abbandonata nel 2016.
Nel 2015 con Dirt Rally, l'azienda riporta la serie Colin McRae Rally alle origini.
L'11 aprile 2016 Codemasters annuncia che ha assunto diversi dipendenti di Evolution Studios.
Nel novembre 2020 è stata diffusa la notizia della possibile acquisizione dell'azienda da parte di Take Two Interactive per 970 milioni di dollari, ma solo un mese dopo viene invece diffusa la notizia di un rilancio di Electronic Arts a 1,2 miliardi, operazione che si è conclusa nel 2021 e che porta a un rafforzamento della casa americana sul fronte racing.
Nel 2023, dopo alcuni titoli Rally senza licenza ufficiale, pubblica EA Sports WRC, titolo in cooperazione con il World Rally Championship.

## Titoli pubblicati
Questo è un elenco approssimativo dei videogiochi pubblicati da Codemasters, solo in parte sviluppati dalla stessa.
- 1NSANE (2000)
- 1st Division Manager (1991)
- 4 Soccer Simulators (1988)
- 750cc Grand Prix (1989)
- 7 Wonders of the Ancient World (2008)
- Advanced Pinball Simulator (1988)
- Allan Border's Cricket (1994)
- American Idol (2003)
- Arcade Flight Simulator (1989)
- Armourdillo (1987)
- Ashes Cricket 2009 (2009)
- ATV Simulator (1987)
- The Big 6 (1994), raccolta di Dizzy
- Bigfoot (1988)
- Big Nose's American Adventure (1992)
- Big Nose the Caveman (1991)
- Blade of Darkness (2001)
- Bliss Island (2006)
- BMX Freestyle (1989)
- BMX Simulator (1986)
- BMX Simulator 2 (1989)
- Bodycount (2011)[14][15]
- Brian Lara 2007: Pressure Play (2007)
- Brian Lara Cricket (1998)
- Brian Lara Cricket '96 (1996)
- Brian Lara International Cricket 2005 (2005)
- Brian Lara International Cricket 2007 (2007)
- Bubble Bobble Evolution (2006)
- Bubble Bobble Revolution (2006)
- Bubble Dizzy (1991)
- Building & Co (2008)
- Bujingai: The Forsaken City (2004)
- Cannon Fodder (2000)
- Cannon Fodder 2 (2013)
- Captain Dynamo (1992)
- Cartoon Collection (1991), raccolta
- The CD Games Pack (1989), raccolta
- CJ: Elephant Fugitive (1994)
- CJ in the USA (1991)
- CJ's Elephant Antics (1991)
- Clive Barker's Jericho (2007)
- Club Football  (2003-04)
- Codemasters 2 in 1: Fantastic Dizzy + Cosmic Spacehead (1994), raccolta
- Colin McRae: DiRT 2 (Special Edition) (2009)
- Colin McRae Rally (2013)
- Colin McRae Rally (1998)
- Colin McRae Rally 04 (2003)
- Colin McRae Rally 2.0 (2000)
- Colin McRae Rally 2005 (2004)
- Colin McRae Rally 2005 Plus (2005)
- Colin McRae Rally 2.0 / No Fear Downhill Mountain Biking (2002), raccolta
- Colin McRae Rally 3 (2002)
- Cosmic Spacehead (1992)
- Cosmonut (1987)
- Creations (1987)
- Crystal Kingdom Dizzy (1992)
- Cue Boy (1993)
- Damnation (2009)
- Dance Factory (2006)
- Danger Zone (1986)
- Death Stalker (1989)
- DiRT (2007)
- DiRT 2 (2009)
- DiRT 3 (2011)
- DiRT 3: Colin McRae Vision Charity Pack (2011), espansione
- DiRT 3: Complete Edition (2012), raccolta
- DiRT 3: Ken Block Special Pack (2011), espansione
- DiRT 3: Mini Gymkhana Special Pack (2011), espansione
- DiRT 3: Monte Carlo Track Pack (2011), espansione
- DiRT 3: Mud and Guts Car Pack (2011), espansione
- DiRT 3: Power and Glory Car Pack (2011), espansione
- DiRT 3: X Games Asia Track Pack (2011), espansione
- DiRT Showdown (2012)
- Dirty Dancing (2007)
- Dizzy Collection (1991), raccolta
- Dizzy: Down the Rapids (1992)
- Dizzy Panic (1991)
- Dizzy: Prince of the Yolkfolk (1991)
- Dizzy's Excellent Adventures (1991), raccolta
- Dizzy: The Ultimate Cartoon Adventure (1987)
- DJ Puff (1992)
- Downhill Domination (2004)
- Dragologia (2009)
- Dropzone (1994)
- DTM Race Driver (Director's Cut) (2003)
- EA Sports WRC (2023)
- Emergency Mayhem (2008)
- England International Football (2004)
- F1 2009 (2009)
- F1 2010 (2010)
- F1 2011 (2011)
- F1 2012 (2012)
- F1 Race Stars (2012)
- F1 2013 (2013)
- F1 2014 (2014)
- F1 2015 (2015)
- F1 2016 (2016)
- F1 2017 (2017)
- F1 2018 (2018)
- F1 2019 (2019)
- F1 2020 (2020)
- F1 2021 (2021)
- F1 22 (2022)
- F1 23 (2023)
- F1 24 (2024)
- F1 25 (2025)
- The Fantastic Adventures of Dizzy (1991)
- Fantasy World Dizzy (1989)
- Fast Food (1989)
- Firehawk (1991)
- FoxKids.com Micro Maniacs Racing (2000)
- Frankenstein Jnr (1987), uscito solo con il marchio Cartoon Time, variante di Bride of Frankenstein
- Freddy Hardest in South Manhattan (1990)
- Fruit Machine Simulator (1987)
- Fruit Machine Simulator 2 (1989)
- Fuel (2009)
- Ghost Hunters (1987)
- 'g'man (1986)
- Grand Prix Simulator (1987)
- Grand Prix Simulator 2 (1989)
- Grell and Falla (1992)
- GRID (2008)
- GRID 2 (2013)
- GRID 2: Car Unlock Pack (2013), espansione
- GRID 2: Classic GRID Pack (2013), espansione
- GRID 2: Drift Pack (2013), espansione
- GRID 2: McLaren Racing Pack (2013), espansione
- GRID 2: Peak Performance Pack (2013), espansione
- GRID 2: Super Modified Pack (2013), espansione
- GRID Autosport (2014)
- Heatseeker (2007)
- Heroes of the Pacific (2005)
- Hospital Tycoon (2007)
- I.G.I-2: Covert Strike (2003)
- Impossible Mission (2007), remake
- IndyCar Series (2003)
- IndyCar Series 2005 (2004)
- International Cricket 2010 (2010)
- International Rugby Simulator (1988)
- Italia 1990 (1990)
- The Italian Job (2006)
- Jarrett & Labonte Stock Car Racing (2000)
- Jet Bike Simulator (1988)
- Jonah Lomu Rugby (1997)
- Jonah Lomu Rugby / Brian Lara Cricket (2002), raccolta
- Kamikaze (1990)
- KGB Superspy (1989)
- Kwik Snax (1990)
- Lazer Force (1987)
- Leisure Suit Larry: Love for Sail! (2013)
- Leisure Suit Larry: Magna Cum Laude (Uncut and Uncensored!) (2013)
- Leisure Suit Larry's Greatest Hits and Misses! (2013), raccolta
- Little Puff in Dragonland (1989)
- LMA Manager (1999)
- LMA Manager 2001 (2001)
- LMA Manager 2002 (2001)
- LMA Manager 2003 (2002)
- LMA Manager 2004 (2004)
- LMA Manager 2005 (2004)
- LMA Manager 2006 (2005)
- LMA Manager 2007 (2006)
- LMA Professional Manager 2005 (2004)
- Maelstrom (2007)
- Magicland Dizzy (1990)
- Manchester United Manager 2005 (2004)
- Mean Machine (1991)
- Miami Chase (1990)
- Micro Machines (1991)
- Micro Machines 2: Turbo Tournament (1994)
- Micro Machines 64 Turbo (1999)
- Micro Machines: Military (1996)
- Micro Machines: Turbo Tournament 96 (1995)
- Micro Machines V3 (1997)
- Micro Machines V4 (2006)
- Mig-29 Soviet Fighter (1989)
- Mike Tyson Boxing (2000)
- Mike Tyson Heavyweight Boxing (2002)
- Monte Carlo Casino (1989)
- Moto X Simulator (1989)
- Mr. Angry (riedizione, 1986)
- MTV: Music Generator (1999)
- MTV: Music Generator 2 (2001)
- MTV: Music Generator 3 (2004)
- Murray Mouse: Supercop (1992)
- Music (1998)
- Nanostray 2 (2008)
- Necris Dome (1986)
- Ninja Massacre (1989)
- Nitro Boost Challenge (1989)
- No Fear Downhill Mountain Bike Racing (1999)
- Olli & Lissa 3 (1989), uscito solo con il marchio Cartoon Time
- Operation Flashpoint: Cold War Crisis (2001)
- Operation Flashpoint: Dragon Rising (2009)
- Operation Flashpoint: Elite (2005), raccolta
- Operation Flashpoint: Game of the Year Edition (2002), raccolta
- Operation Flashpoint: Gold Edition (2001), raccolta
- Operation Flashpoint: Gold Upgrade (2001), espansione
- Operation Flashpoint: Red River (2011)
- Operation Flashpoint: Resistance (2002)
- Operation Gunship (1986)
- Overlord (2007)
- Overlord II (2009)
- Overlord: Compagnia del Flagello (2015)
- Overlord Complete Pack (2009), raccolta
- Overlord: Dark Legend (2009)
- Overlord: Minions (2009)
- Overlord + Raising Hell (2013), raccolta
- Overlord: Raising Hell (2008), espansione
- Perimeter (2004)
- Pete Sampras Tennis (1994)
- Pete Sampras Tennis 96 (1995)
- Pete Sampras Tennis 97 (1996)
- Phantomas (1986)
- Poltergeist (1988)
- The Premiership (1994)
- Prince Clumsy (1990)
- Pro Boxing Simulator (1990)
- Professional BMX Simulator (1988)
- Professional Ski Simulator (1988)
- Professional Snooker Simulator (1987)
- Pro Pool (2000)
- Pro Powerboat Simulator (1989)
- Pro Race Driver (2002)
- Pro Skateboard Simulator (1988)
- Pro Tennis Simulator (1989)
- Psycho Pinball (1995)
- Pub Trivia Simulator (1989)
- Quattro Adventure (1990), raccolta
- Quattro Arcade (1990), raccolta
- Quattro Cartoon (1991), raccolta
- Quattro Coin-Ops (1991), raccolta
- Quattro Combat (1991), raccolta
- Quattro Fantastic (1992), raccolta
- Quattro Fighters (1992), raccolta
- Quattro Firepower (1991), raccolta
- Quattro Mega Stars (1992), raccolta
- Quattro Power (1990), raccolta
- Quattro Power Machines (1993), raccolta
- Quattro Racers (1991), raccolta
- Quattro Skills (1991), raccolta
- Quattro Sports (1990), raccolta
- Quattro Super Hits (1991), raccolta
- The Quest of Agravain (1992)
- The Race Against Time (1988)
- Rafa Nadal Tennis (2006)
- Rainbow Islands Revolution (2006)
- Rallycross Simulator (1989)
- Red Max (1987)
- RF Online (2006)
- Rise of the Argonauts (2008)
- Robin Hood: Legend Quest (1992)
- Rock Star Ate My Hamster (1988)
- SAS Combat Simulator (1989)
- Second Sight (2004)
- Sensible Soccer 2006 (2006)
- Sensible World of Soccer '96/'97 (2007)
- Sergeant Seymour: Robotcop (1992)
- Seymour Goes to Hollywood (1991)
- Shane Warne Cricket (1996)
- Sink or Swim (1994)
- Sky High Stuntman (1991)
- Slicks (1992)
- Slightly Magic (1991)
- Soccer Pinball (1992)
- Soldier of Fortune: Gold Edition (2002), espansione
- Soldiers: Heroes of World War II (2004)
- Soldiers: Heroes of World War II - Gold Edition (2006), espansione
- Spellbound Dizzy (1991)
- Spike in Transilvania (1991)
- SRS: Street Racing Syndicate (2005)
- Star Trek: Voyager - Elite Force (2002)
- Steg the Slug (1992)
- Stryker in the Crypts of Trogan (1992)
- Stuntman Seymour (1992)
- Super Adventure Quests o Quattro Adventure (1993), raccolta per NES
- Super All-Stars (1992), raccolta
- Super Bike TransAm (1989)
- Super Dragon Slayer (1988)
- Super G-Man (1987)
- Super Grand Prix (1991)
- SuperHero (1988)
- Super Robin Hood (1986)
- Super Seymour Saves the Planet (1991)
- Super Skidmarks (1995)
- Super Sports Challenge o Quattro Sports (1993), raccolta
- Superstar Seymour (1992), raccolta dei cinque giochi di Seymour
- Super Stuntman (1987)
- Super Tank Simulator (1989)
- Tarzan Goes Ape! (1991)
- Terra Cognita (1986)
- Thunderbolt (1987)
- Tilt (1990)
- TOCA 2: Touring Car Challenge (1998)
- TOCA Championship Racing (1997)
- TOCA Race Driver 2 (2004)
- TOCA Race Driver 3 (2006)
- TOCA Race Driver 3 Challenge (2007)
- TOCA World Touring Cars / Colin McRae Rally (2002), raccolta
- TOCA World Touring Cars / Jonah Lomu Rugby (2002), raccolta
- Tornado ECR (1991)
- Transmuter (1987)
- Treasure Island Dizzy (1988)
- Turbo the Tortoise (1992)
- Turning Point: Fall of Liberty (2008)
- Twin Turbo V8 (1988)
- Ultimate Racing Collection (2006), raccolta
- Vampire (1986)
- Violator (1991)
- Wacky Darts (1990)
- Wild West Seymour (1992)
- Wizard Willy (1989)
- World Championship Snooker (2000)
- World Championship Snooker 2002 (2001)
- World Championship Snooker 2003 (2003)
- World Championship Snooker 2004 (2004)
- World War II: Prisoner of War (2002)
- Worms 4: Mayhem (2005)
- Wrestling Superstars (1992)
- You're in the Movies (2008)

### Galactic Software
Titoli pubblicati dalla Galactic Software della famiglia Darling, prima che costituissero la Codemasters, tutti del 1983 circa:
- 3D Maze per VIC-20
- Bug Diver per VIC-20, C64 e Dragon 32
- Froggy (clone di Frogger) per VIC-20, C64 e Dragon 32
- Games Designer per VIC-20
- Neutron Zapper per VIC-20
- Robot Mouse per VIC-20
- Space Shuttle per VIC-20